# Lule corioptera
Lule corioptera är en tvåvingeart som beskrevs av Speiser 1910. Lule corioptera ingår i släktet Lule och familjen bredmunsflugor. Inga underarter finns listade i Catalogue of Life.